# Joan Daemen
Joan Daemen (nacido en 1965) es un criptógrafo belga y uno de los diseñadores de Rijndael, el algoritmo elegido para ser el estándar criptográfico, junto con Vincent Rijmen. Fue también diseñador de los algoritmos de cifrado por bloques MMB, Square, SHARK, NOEKEON y 3-Way.

## Biografía
Daemen nació en Hamont-Achel, provincia de Limburgo de Bélgica. En 1988, se graduó como ingeniero civil electromecánico en la Universidad Católica de Lovaina. Posteriormente se unió al grupo de investigación COSIC, donde trabajó en el diseño y criptoanálisis de cifrados por bloques, cifrados de flujo y de funciones hash. Daemen completó su doctorado en 1995, cuando trabajaba para Janssen Pharmaceutics en Beerse. Posteriormente ha trabajado para Banksys y Proton World.